# 波洛希區
波洛希區（烏克蘭語：Пологівський район），是烏克蘭東南部扎波羅熱州的一個區，行政中心設於波洛希，面積为6,771.9平方公里，2021年人口数量为167,060人。

## 历史
2020年7月18日乌克兰施行了行政区划改革，扎波羅熱州的区份数量减至5个，波洛希區的面积显著扩大。改革前波洛希區的面积为1,340平方公里，2020年人口数量为38,636人。

## 行政区划

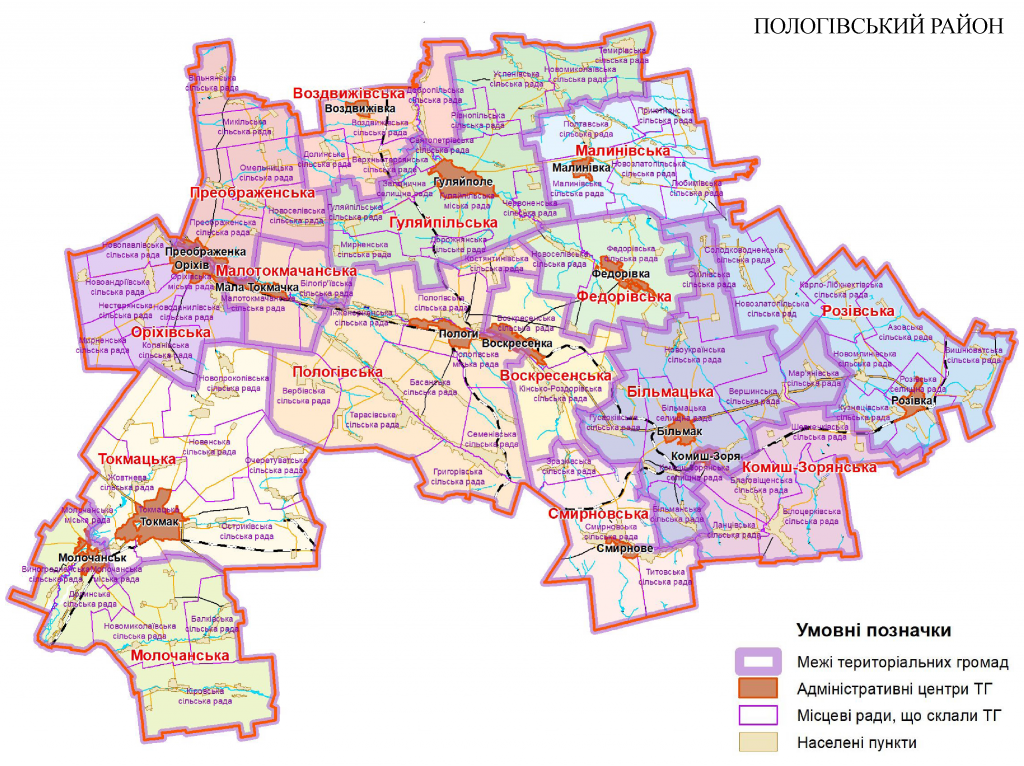
波洛希区行政区划图

波洛希区下分为15个市镇：
- 托克马克市镇（烏克蘭語：Токмацька міська громада）（市级）
- 胡利亚伊波莱市镇（烏克蘭語：Гуляйпільська міська громада）（市级）
- 奥里希夫市镇（烏克蘭語：Оріхівська міська громада）（市级）
- 波洛希市镇（烏克蘭語：Пологівська міська громада）（市级）
- 莫洛昌斯克市镇（烏克蘭語：Молочанська міська громада）（市级）
- 比利马克市镇（烏克蘭語：Більмацька селищна громада）[a]（镇级）
- 科米什-佐里亚市镇（烏克蘭語：Комиш-Зорянська селищна громада）（镇级）
- 罗济夫卡市镇（烏克蘭語：Розівська селищна громада）（镇级）
- 沃兹德维日夫卡市镇（烏克蘭語：Воздвижівська сільська громада）（乡级）
- 马利尼夫卡市镇（烏克蘭語：Малинівська сільська громада）（乡级）
- 斯米尔诺韦市镇（乡级）
- 小托克马奇卡市镇（烏克蘭語：Малотокмачанська сільська громада）（乡级）
- 沃斯克雷森卡市镇（烏克蘭語：Воскресенська сільська громада）（乡级）
- 费多里夫卡市镇（烏克蘭語：Федорівська сільська громада）（乡级）
- 普雷奧布拉任卡市鎮（烏克蘭語：Преображенська сільська громада）（乡级）